# Bernard Burrows
Sir Bernard Alexander Brocas Burrows, GCMG (* 3. Juli 1910; † 7. Mai 2002) war ein britischer Diplomat und Schriftsteller, der unter anderem zwischen 1958 und 1962 Botschafter in der Türkei sowie zuletzt von 1966 bis 1970 Ständiger Vertreter bei der NATO war. Nach seinem Ausscheiden aus dem diplomatischen Dienst verfasste er zahlreiche autobiografische Bücher über Außen-, Sicherheits- und Verteidigungspolitik.

## Leben
Bernard Alexander Brocas Burrows, Sohn des Schulrates Edward Henry Burrows und dessen Frau Ione Macdonald, absolvierte nach dem des renommierten 1440 gegründeten Eton College ein Studium am Trinity College der University of Cambridge. 1934 trat er in den diplomatischen Dienst (Foreign Service) ein und fand Verwendungen an verschiedenen Auslandsvertretungen sowie im Außenministerium (Foreign Office). Er war zwischen 1947 und 1949 Leiter des Referats Ost im Außenministerium sowie anschließend von 1950 bis 1953 Botschaftsrat an der Botschaft in den Vereinigten Staaten. 1950 wurde er Companion des Order of St Michael and St George (CMG). Er war von 1953 bis 1958 Politischer Resident in den Staaten am Persischen Golf mit Amtssitz in Bahrain und war in dieser Verwendung verantwortlich für die diplomatischen Beziehungen mit Bahrain, Katar, Kuwait und die sieben Trucial States, die heutigen Vereinigten Arabischen Emirate. wurde als solcher am 9. Juni 1955 zum Knight Commander des Order of St Michael and St George (KCMG), so dass er seither den Namenszusatz „Sir“ führte.
1958 löste Burrows James Bowker als Botschafter in der Türkei ab und verblieb auf diesem Posten bis 1962, woraufhin Denis Allen seine dortige Nachfolge antrat. Im Anschluss fungierte er zwischen 1963 und 1966 als Stellvertretender Unterstaatssekretär für Verteidigung im Außenministerium (Deputy Under-Secretary for Foreign Affairs (Defence)). Zuletzt übernahm er 1966 von Evelyn Shuckburgh den Posten als Ständiger Vertreter bei der NATO und behielt dieses Amt bis zu seinem Eintritt in den Ruhestand 1970, woraufhin Edward Peck ihn ablöste. Am 13. Juni 1970 wurde er zum Knight Grand Cross des Order of St Michael and St George (GCMG) erhoben. Nach seinem Ausscheiden aus dem diplomatischen Dienst verfasste er zahlreiche autobiografische Bücher über Außen-, Sicherheits- und Verteidigungspolitik.
Aus seiner 1944 geschlossenen Ehe mit Ines Walter gingen der Sohn Rupert Burrows und die Tochter Antonia Burrows hervor.

## Veröffentlichungen
- Security Of Western Europe, Mitautor C. Irwin, 1972
- The Defence Of Western Europe, 1982
- Footnotes In the Sand, 1990
- A Diplomat In A Changing World, 2001